# Stadskledij

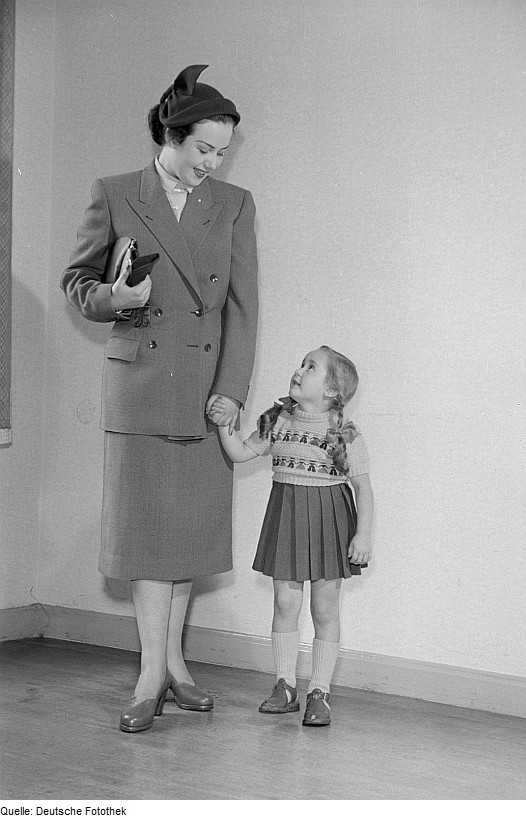
Dame in mantelpak in 1953

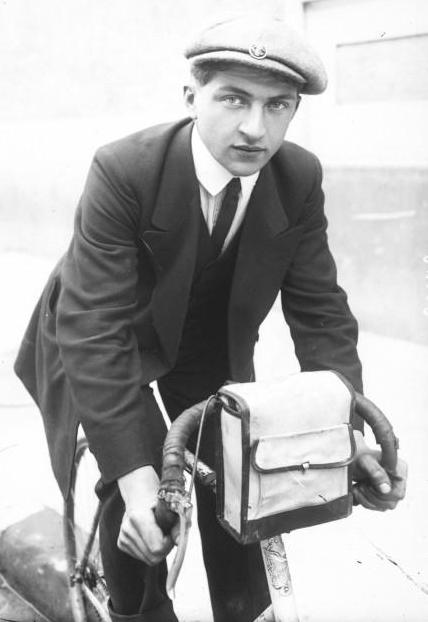
Tenue de ville rond 1910

Stadskledij (Frans: tenue de ville) is een kledingvoorschrift. Deze kleding wordt hoofdzakelijk gedragen tijdens ontvangsten en recepties, maar ook tijdens andere informele feesten en aangelegenheden.
Over kledingvoorschriften bestaan talloze onduidelijkheden en twijfels. Net als de meeste kledingvoorschriften is tenue de ville aan mode, tijdgeest en interpretatie onderhevig. Het enige wat over tenue de ville vaststaat en altijd hetzelfde is gebleven is dat het betrekking heeft op nette kleding voor overdag. Al het overige is in de loop der tijd alsmaar opnieuw ingevuld. Vooral de mate van deftigheid van dit kledingvoorschrift is altijd een discussiepunt gebleven.
Vroeger diende de heer bij de dresscode 'tenue de ville' gekleed te gaan in een kostuum bestaande uit een pantalon en colbert in dezelfde, gedekte kleur. De combinatie van grijze broek en blauwe blazer, die nu ook wel geldt als stadstenue, is eigenlijk een vorm van watersportkleding voor buiten de stad en is dat in de Engelse etiquette nog steeds. Een dame hoorde zich te kleden in een mantelpak of chique japon. Vandaag de dag wordt er echter veel losser omgesprongen met deze kledingvoorschriften.

## Kledingvoorschrift voor de vrouw
Dames hoeven zich tegenwoordig niet meer per se in mantelpak of japon te steken, al is dat in traditionelere kringen nog steeds gewenst. Vandaag de dag is men in een chique japon echter al gauw overdressed. Wanneer een dame een rok draagt, moet deze minstens tot over de knie vallen en blote benen zijn uit den boze. Panty's of kousen zijn dus verplicht. Een hoed mag, maar hoeft absoluut niet. Een tas mag ook, maar deze mag niet te opvallend zijn. Een enveloppemodel is daarom het geschiktst. Het principe van deux-pièces geldt als vanouds. Dit houdt in dat de dame wanneer ze geen japon draagt, altijd haar blazer aanhoudt, zowel bij het dragen van een mantelpak als bij het dragen van een broekpak. Hoewel hier tot voor kort altijd een blouse op werd gedragen, mag er tegenwoordig ook voor een ander soort topje worden gekozen, zolang het maar gekleed oogt.

## Kledingvoorschrift voor de man
De heren gaan tegenwoordig in kostuum. Een maatpak en confectie zijn beide geschikt. Een gilet mag, maar hoeft niet. De verschillende delen van het kostuum zijn tegenwoordig overeenkomstig van kleur; doorgaans grijs of blauw, maar soms ook zwart. Bruin werd tot voor kort als ongepast beschouwd, maar is tegenwoordig ook toegestaan. Strepen mogen, maar dan wel subtiel.
Een das of een vlinderstrik horen erbij en deze dienen eenvoudig van aard te zijn. Strepen, Stippen en figuren zijn uit den boze. Voorheen moesten schoenen en sokken per se zwart zijn, maar tegenwoordig worden ze aangepast aan de kleur van het kostuum. De sokken dienen te worden aangepast aan de kleur van het kostuum en niet aan de kleur van de schoenen. De kleur van de riem hangt af van de kleur van de schoenen.